# Anchon flavipes
Anchon flavipes är en insektsart som beskrevs av Schmidt. Anchon flavipes ingår i släktet Anchon och familjen hornstritar. Inga underarter finns listade i Catalogue of Life.